# Cyprus Airways (1947–2015)

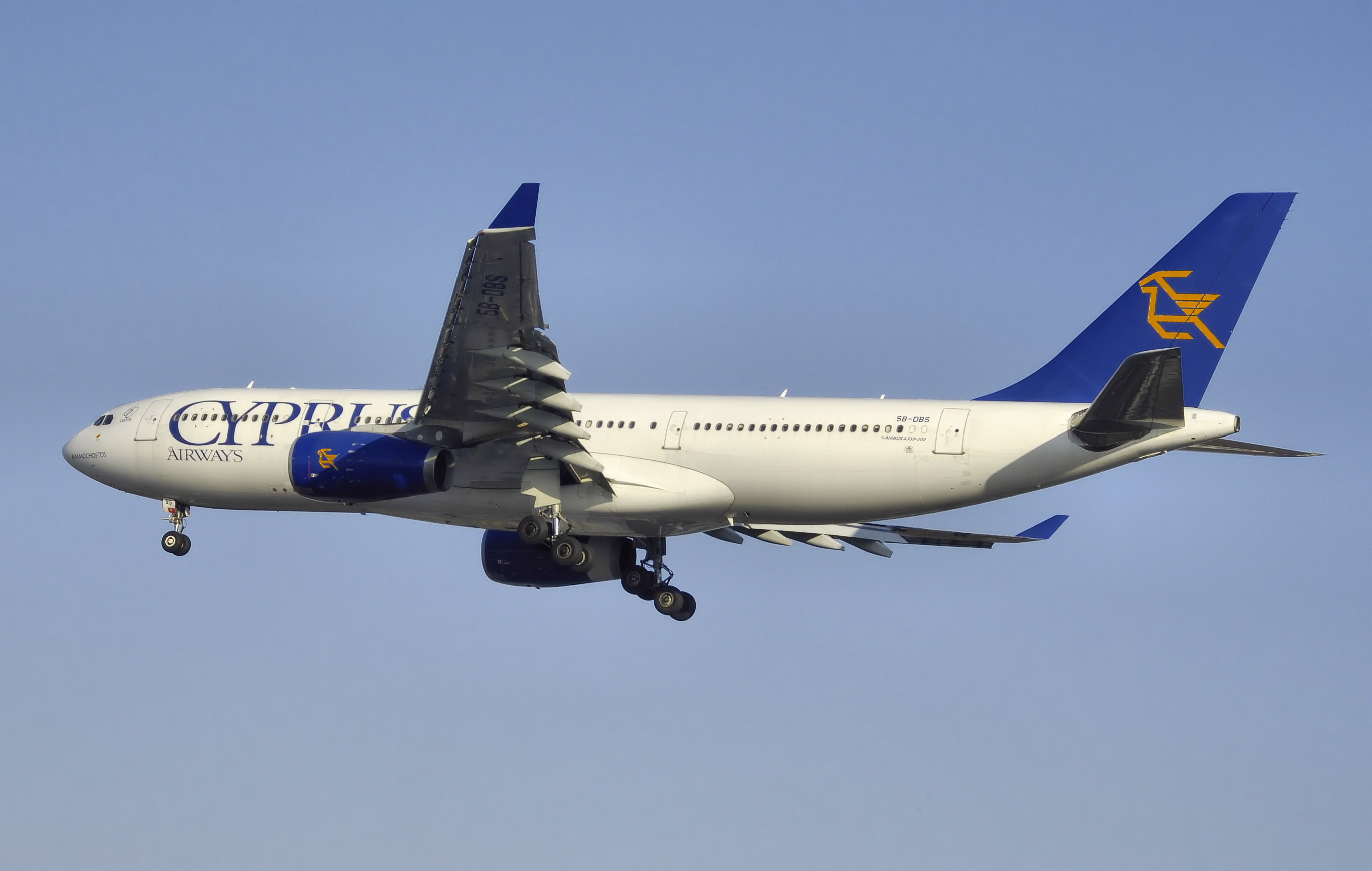
Airbus A330-200

Cyprus Airways (англ. Cyprus Airways Public Ltd, греч. Κυπριακές Αερογραμμές, Kipriakes Aerogrammes, тур. Kıbrıs Hava Yolları) — бывшая национальная авиакомпания Республики Кипр. Авиапарк базировался в основном в международном аэропорте Ларнаки (международный аэропорт Никосии был закрыт после турецкой интервенции в 1974 году).

## История
Компания Cyprus Airways была основана 24 сентября 1947 года как совместное предприятие колониального правительства Кипра, авиакомпании British European Airways и частных инвесторов.
Первый внутренний полёт был совершён 18 апреля 1948 года на самолёте Douglas DC-3 из аэропорта Никосии. Первый международный маршрут был открыт 18 апреля 1953 из Никосии в Афины.
12 октября 1967 года произошла единственная в истории авиакомпании катастрофа, из-за срабатывания взрывного устройства на борту потерпел крушение самолёт DH-106 Comet 4, погибли все 66 пассажиров и членов экипажа находившиеся на борту.
Кипрский национальный перевозчик Cyprus Airways прекратил своё существование после решения Европейской комиссии о том, что компания должна вернуть государству более 100 миллионов евро, выделенных правительством Кипра в 2012 и 2013 годах, тем самым закончилась большая эра существования данной авиакомпании, последний рейс из Афин в Ларнаку Cyprus Airways совершил вечером в пятницу, 9 января 2015 года.

В данный момент право на использование бренда Cyprus Airways принадлежит новой кипрской авиакомпании Charlie Airlines (англ.) (создана авиакомпанией S7 Airlines и входящая в S7 Holdings). Charlie Airlines приобрела право на использование бренда за 2 млн евро сроком на 10 лет.

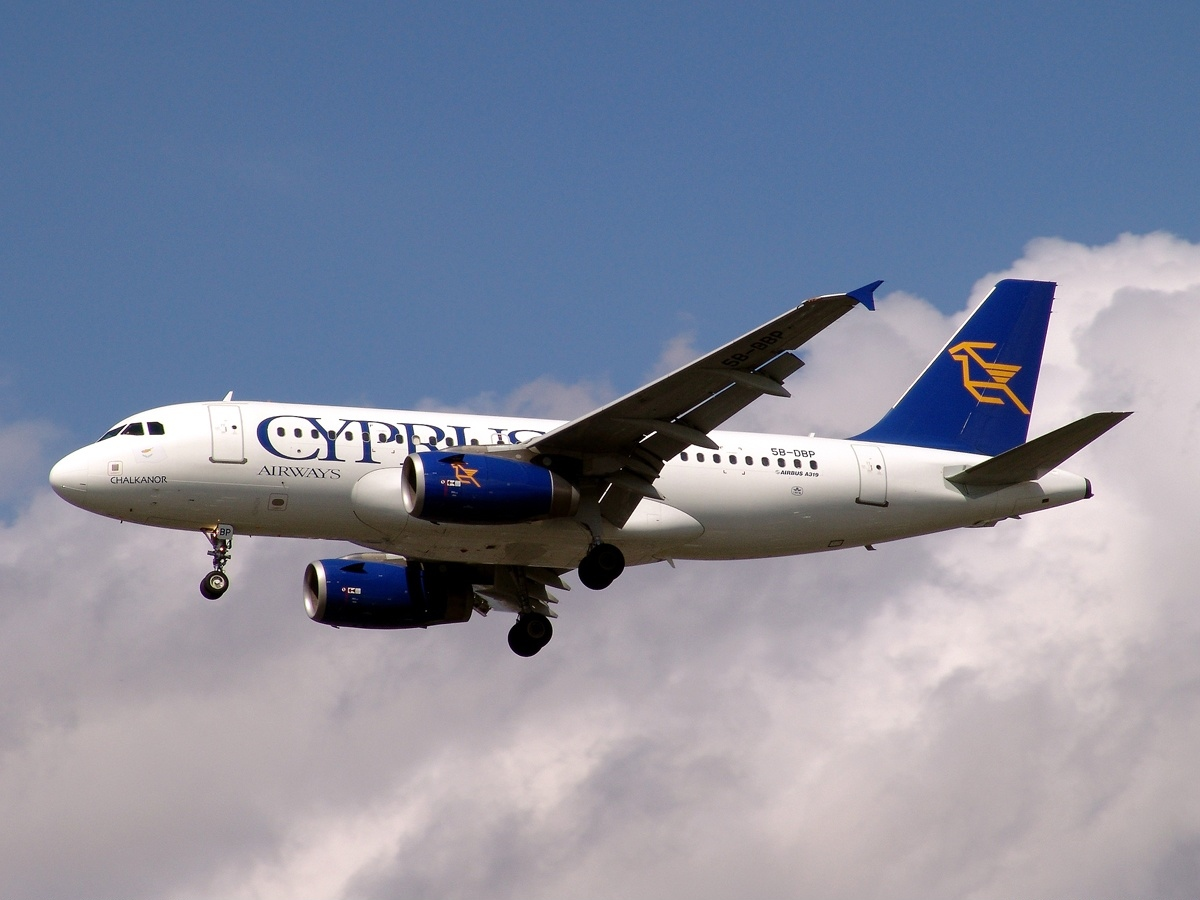
Airbus A319-100 в Лондонском аэропорту Хитроу

## Флот
Парк авиакомпании состоял из 12 самолётов. Средний срок службы самолётов по состоянию на 12 июля 2008 года составлял 13,4 года.
| Самолёт         | Количество | Число мест | Примечания |
| --------------- | ---------- | ---------- | ---------- |
| Airbus A319-132 | 3          | 126        |            |
| Airbus A320-200 | 6          | 158/156    |            |
| Airbus A330-243 | 2          | 295        |            |